# Solieria congregata
Solieria congregata är en tvåvingeart som först beskrevs av Camillo Rondani 1861.  Solieria congregata ingår i släktet Solieria och familjen parasitflugor.
Artens utbredningsområde är Italien. Inga underarter finns listade i Catalogue of Life.